# Kaunissaari (ö i Södra Savolax, S:t Michel)
Kaunissaari är en ö i Finland. Den ligger i sjön Kuolimo och i kommunerna Sankt Michel och Savitaipale och landskapen  Södra Savolax och Södra Karelen, i den södra delen av landet, 190 km nordost om huvudstaden Helsingfors. Öns area är 10,5 hektar och dess största längd är 0,6 kilometer i sydöst-nordvästlig riktning.